# Ск'явон
Ск'явон (італ. Schiavon, вен. Schiavon) — муніципалітет в Італії, у регіоні Венето, провінція Віченца.
Ск'явон розташований на відстані близько 430 км на північ від Рима, 65 км на північний захід від Венеції, 19 км на північний схід від Віченци.
Населення — 2623 особи (2014).
Щорічний фестиваль відбувається 15 травня. Покровитель — Sant'Isidoro.

## Демографія
Населення за роками:

Станом на 1 січня 2023 року в муніципалітеті офіційно проживало 100 іноземців з 26 країн, серед них 38 громадян країн Євросоюзу та 1 громадянин України.

## Сусідні муніципалітети
- Бреганце
- Маростіка
- Мазон-Вічентіно
- Нове
- Поццолеоне
- Сандриго